# Park City (Montana)
Pour les articles homonymes, voir Park City.
Park City est une census-designated place (CDP) située dans le Comté de Stillwater dans l'état du Montana aux États-Unis.
Sa population était de 1 023 habitants en 2020.